# Channel-szigeteki törpemamut
A channel-szigeteki törpemamut (Mammuthus exilis) az emlősök (Mammalia) osztályának ormányosok (Proboscidea) rendjébe, ezen belül az elefántfélék (Elephantidae) családjába tartozó fosszilis faj.

## Tudnivalók
Az állat a kaliforniai Channel-szigeteken élt és a kontinentális amerikai mamutból (Mammuthus columbi) fejlődhetett ki a pleisztocén végén, körülbelül 60 ezer évvel ezelőtt; azonban mint faj keveset élt, mivel az emberek megérkeztekor, nagyjából 11 ezer éve, ez a törpemamut ki is halt.
A faj első példányait 1856-ban találták meg a szigetek geodéziai felmérése során, azonban módszeres tanulmányozásuk csak mintegy 100 évvel később indult meg. Azóta számos érdekességgel bővültek ismereteink erről a mamutfajról.
Az állatok magassága csak az 1,72–2,02 métert érte el, vagyis kevesebb, mint feleakkorák voltak, mint a kontinentális rokonaik. A szigeteket (San Miguel, Santa Cruz és Santa Rosa) vizsgálva kimutatták, hogy azok a pleisztocén végén, azaz a Würm-glaciális idején egy darab összefüggő szigetet alkottak (ennek neve: Santarosae). Sokáig azt gondolták, hogy a törpenövésű mamutok ősei egy földhídon keresztül jutottak az észak-amerikai szárazföldről Santarosae szigetére, ám további kutatások kimutatták, hogy akkoriban egy viszonylag keskeny, 4–6 km széles vízsáv választotta el a szigetet és a szárazföldet. Vagyis az amerikai mamutok egy (vagy több) populációjának úszva kellett eljutni a szigetre mintegy 60 000 évvel ezelőtt, ahová valószínűleg a vegetáció illata vonzhatta őket (a mai elefántok is nagyon jó úszók: néhány kilométert könnyedén leúsznak).
Idővel a mamutok úgy alkalmazkodtak a korlátozott élelemforrásokhoz, hogy törpenövésűek lettek (izolált zsugorodás). A pleisztocén végi gyors globális felmelegedés során a tengerek szintje mintegy 100 métert emelkedett, így Santarosae szigetének mintegy 76%-a tengervíz alá került, és három sziget lett belőle. Azt nem tudni pontosan, hogy ez okozta-e a faj kihalását mintegy 10 000 évvel ezelőtt, de bizonyosnak tűnik, hogy a törpe mamutok még találkoztak az első indiánokkal, akik kb. 11 000 éve jelentek meg a szigeteken és az is elképzelhető, hogy a túlzott vadászatuknak eshettek áldozatul. (Erről bővebben: pleisztocén megafauna.)
A törpenövésű mamutok és elefántfélék nem voltak ritkák a pleisztocén vége és a holocén eleje során: éltek az északkelet-szibériai Vrangel-szigeten (Mammuthus primigenius vrangeliensis) és a Földközi-tenger nagyobb szigetein is (például Palaeoloxodon falconeri).